# Sappi
Sappi fou un poble o un país, probablement de l'actual Astúries, que va romandre independent de fet des del 476 fins que fou conquerit pel rei visigot Leovigild el 573. Era probablement una tribu àstur.